# Cucullia mandschuriae
Cucullia mandschuriae là một loài bướm đêm trong họ Noctuidae.